# Полепелско острво
Полепелско острво (енгл. Pollepel Island) је острво у реци Хадсон. Такође је познато и под називима Банерманово острво и Бамерманова замку. Полепелско острво је удаљено око 80 km од Њујорка, и око 300 метара од обале Хадсона. Острво је површине око 6,5 хектара и на њему има мало камења. Његово име долази од холандске речи pollepel која у преводу значи дрвени. Острво је откривено током прве пловидбе у реци Хадсон.
На острву постоји дворац који је саградио француски предузетник Францис Банерман VI. (1851 — 1918) који је острво купио 1901. Дворац је саграђен како би Францис у њему држао барут али се касније са својом породицом ипак доселио у њега.

## Дворац на острву
Францис Банерман VI. рођен је 24. марта 1851. у граду Данди у Шкотској. У Сједињене Америчке Државе је емигрирао 1854. Године 1901. је на острву почео да градити дворац у коме би држао барут. Касније се и сам доселио у њега. У дворцу, он и његова породица нису дуго живели због пожара и експлозија које су се у њему дешавале. Тврди се да је у дворац тада можда ударио гром и да се запалио барут који је он тамо држао. Овај дворац се данас сматра уклетим. У дворцу се данас наводно виђају духови.